# 昆西·霍尔
昆西·霍尔（英語：Quincy Hall，1998年7月31日—），美国男子田径运动员，2022年北美、中美和加勒比海锦标赛男子4×400米接力和混合4×400米接力金牌得主、2023年世界田径锦标赛男子400米铜牌得主、2024年夏季奥林匹克运动会400米金牌得主。